# Исаево (Пермский край)
Исаево — деревня в Гайнском районе Пермского края. Входит в состав Гайнского сельского поселения. Располагается на правом берегу Камы примерно в 14 км к юго-востоку от районного центра, посёлка Гайны. По данным Всероссийской переписи населения 2010 года, в деревне проживало 7 человек (4 мужчины и 3 женщины).

## История
До Октябрьской революции населённый пункт Исаево входил в состав Косинской волости, а в 1927 году — в состав Порошевского сельсовета. По данным переписи населения 1926 года, в деревне насчитывалось 8 хозяйств, проживало 44 человека (23 мужчины и 21 женщина). Преобладающая национальность — русские.
По данным на 1 июля 1963 года, в деревне проживало 162 человека. Населённый пункт входил в состав Пятигорского сельсовета Косинского района.